# Фур (язык)

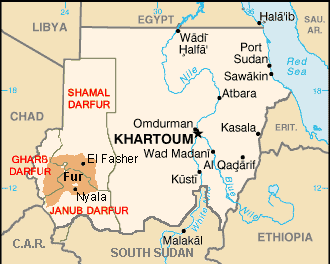
Географическое распространение языка фур

Язык фур (самоназв. poor’íŋ belé’ŋ) — язык народности фор, проживающей в суданском регионе Дарфур. Относится к фурской ветви нило-сахарской макросемьи. Число носителей — около 750 тыс.

## Фонология

### Согласные
В языке фур имеются следующие согласные:
- Билабиальные: f b m w
- Дентальные/альвеолярные: t d s n l r
- Палатальные: j ñ y
- Велярные: k g (h) ŋ

Все приведенные выше символы имеют то же значение, что и в МФА, кроме следующих:
- j = [ɟ],
- ñ = [ɲ]
- y = [j].

z встречается только как аллофон звука y. В заимствованных словах иногда встречаются арабские согласные. Звук /h/ встречается очень редко.

### Гласные
Имеются следующие гласные: a e i o u. Между лингвистами существуют разногласия, являются ли гласные с продвинутым корнем языка (+ATR), а именно [ɛ], [ɔ], [ɪ], [ʊ], фонетическими вариантами или отдельными фонемами. Звук /f/ является свободной вариацией для серии звуков в диапазоне от [p] до [f]; по этой же причине в ряде источников язык носит название pɔɔr.
Различаются два основных тона, L (низкий) и H (высокий); фонетически различаются L, H, средний, HL и LH.
Метатеза является широко распространённым и регулярным явлением в языке фур; если согласный местоименный префикс присоединяется к глаголу, начинающемуся на согласный, то либо первый согласный глагола опускается, либо он меняется местами со следующим гласным. Примеры: lem- «лизать» > -elm-; ba- «пить» > -ab-; tuum- «строить» > -utum-. Существует и ряд других правил фонетической ассимиляции.

## Морфология

### Множественное число
Множественное число существительного и (факультативно) прилагательного может быть образовано суффиксом -a (-ŋa после гласных): àldi «рассказ» > àldiŋa «рассказы», tòŋ «вид антилопы» tòŋà «антилопы данного вида»; bàin «старый» > bàinà «старые». Данный суффикс также обозначает неодушевлённое 3-е лицо мн.ч. глаголов: lìiŋ «он купается» > lìiŋa «они (неодуш.) купаются», kaliŋa «они (одуш.) купаются».
Прилагательные, оканчивающиеся на гласный, могут принимать суффиксы множественного числа -là или -ŋa: lulla «холодный» > lullalà или lullaŋà «холодные». Подобный суффикс (в результате метатезы и ассимиляции превратившийся в -òl/-ùl/-àl) используется для обозначения множественного числа глаголов в ряде времён.
Некоторые существительные типа CVV принимают суффикс множественного числа H-ta; ròò «река» > ròota «реки»; rèi «поле» > rèito «поля».
Как минимум два существительных принимают суффикс мн. ч. -i: koor «копьё» > koori «копья», dote «мышь» > kuuti «мыши».
Существительные с префиксом единственного числа d- (> n- перед носовым) принимают суффикс множественного числа k-; они составляют около 20 % от всех существительных. В ряде случаев (чаще всего это касается названий частей тела) к нему добавляется L (низкий тон). Пример: dilo «ухо» > kilo «уши»; nuŋi «глаз» > kuŋi «глаза»; dagi «зуб» > kàgi «зубы»; dòrmi «нос» > kòrmì «носы».
- В некоторых случаях единственное число имеет суффикс -ŋ, который отсутствует во множественном числе: daulaŋ «башмак» > kaula «башмаки», dìroŋ «яйцо» > kìrò «яйца».
- Иногда добавляется дополнительный суффикс множественного числа из перечисленных выше: nunùm «амбар» > kunùmà «амбары», nuum «змея» > kuumi «змеи», dìwwo «новый» > kìwwolà «новые»
- Иногда добавляется суффикс -(n)ta: dèwèr «дикобраз» > kèwèrtà «дикобразы»; dàwì «хвост» > kàwìntò «хвосты».
- Одно существительное, а также указательные и вопросительные местоимения «который» образуют мн.ч. добавлением префикса k- с низким (L) тоном: uu «корова» > kùù «коровы»; ei «который?» > kèì «которые?».
- Имеется ряд случаев синтаксического множественного числа без форм единственного числа, в основном для названий жидкостей, у которых имеется суффикс k-L (низк. тон)-a; kèwà «кровь», kòrò «вода», kònà «имя, песня».

### Существительные
Локатив может быть выражен суффиксом -le или изменением конечного тона существительного, напр.: tòŋ «дом» > toŋ «до́ма, в доме»; loo «место», kàrrà «далеко» > loo kàrrà-le «в далёком месте».
Генитив выражается суффиксом -iŋ (i опускается после гласного). Если тип отношения — посессивный, то определение (имя обладателя) занимает первое место, в прочих случаях — последнее. Пример: nuum «змея» > nuumiŋ tàbù «голова змеи»; jùtà «лес» > kàrabà jùtăŋ «животные леса».

### Местоимения

#### Независимый субъект
| Я            | ka | Мы  | ki    |
| Ты           | ji | Вы  | bi    |
| Он, она, оно | ie | Они | ìè-èŋ |

Объектные местоимения — те же, однако у них — низкий тон, и к формам множественного числа добавляется -ŋò.

#### Местоименные префиксы субъекта
| Я            | - (приводит к метатезе)     | Мы                        | k-                                         |
| Ты           | j-                          | Вы                        | b-                                         |
| Он, она, оно | - (повышение гласного; *i-) | Они (одуш.) Они (неодуш.) | k- (+суффикс мн.ч.) (*i-) (+суффикс мн.ч.) |

Пример для глагола bu- «устать»:
| Я устал             | ùmô  | Мы устали  | kùmô  |
| Ты устал            | jùmô | Вы устали  | bùmô  |
| Он устал/она устала | buô  | Они устали | kùmul |

gi, передающий «местоимения объекта участника», передаёт объекты первого или второго лица в диалоге, в зависимости от контекста.

#### Притяжательные местоимения
Все приведенные формы — в единственном числе. Для образования множественного числа добавляется префикс k-:
| мой     | duiŋ | наш | daìŋ |
| твой    | diiŋ | ваш | dièŋ |
| его, её | deeŋ | их  | dièŋ |

### Глаголы
Глагольная система языка фур довольно сложна; у глаголов имеется ряд парадигм спряжения. Имеются три времени: настоящее, перфект и будущее. Имеется также сослагательное наклонение. У прошедшего времени различаются виды.
Среди суффиксов следует упомянуть -iŋ (непереходность/возвратность; пример lii «он моет» > liiŋ «он моется») и геминацию среднего согласного с добавлением -à/ò (интенсив; пример jabi «уронить» > jappiò/jabbiò «бросить вниз».)
Отрицание осуществляется добавлением циркумфикса a-…-bà; a-bai-bà «он не пьёт».

### Прилагательные
Большинство прилагательных — двусложные, с геминатой в качестве второго согласного. Примеры: àppa «большой», fùkka «красный», lecka «сладкий». Некоторые имеют 3 слога: dàkkure «твёрдый».
Наречия могут образовываться от прилагательных добавлением суффикса -ndì или -n, например: kùlle «быстрый» > kùllendì или kùllèn «быстро».
Абстрактные существительные могут образовываться от прилагательных добавлением суффикса -iŋ и понижением всех тонов, а также утратой конечного гласного прилагательного, например: dìrro «тяжёлый» > dìrrìŋ «тяжесть».

## Письменность
Для записи языка фур используется латинский алфавит:
A a, A̱ a̱, B b, D d, E e, G g, H h, I i, Ɨ ɨ, J j, K k, L l, M m, N n, Ny ny, Ŋ ŋ, O o, P p, R r, S s, T t, U u, Ʉ ʉ, W w, Y y, Z z.
Высокий тон обозначается акутом (ˊ), восходящий — гачеком (ˇ), нисходящий — циркумфлексом (ˆ), низкий тон на письме не обозначается.